# ناحیه فیض‌آباد
ناحیهٔ فیض‌آباد (به تاجیکی: Ноҳияи Файзобод) یکی از ناحیه‌های اداری استان ناحیه‌های تابع جمهوری است که در کشور تاجیکستان جای دارد و در تاریخ ۱۴ ژوئن ۱۹۳۱ در بخشی از جمهوری سوسیالیستی تاجیکستان شوروی تأسیس یافته‌است. مرکز این ناحیه، جماعت فیض‌آباد است که با شهر دوشنبه ۵۰ کیلومتر فاصله دارد.

## مردم
این ناحیه در سال ۲۰۰۸ میلای دارای ۶۸٫۱۱۰ نفر جمعیت بوده که مذهب آن‌ها حنفی است و به زبان فارسی تاجیکی سخن می‌گویند.

## حکومت
سرور ناحیهٔ فیض‌آباد، رئیس حکومت آن است که توسط رئیس‌جمهور تاجیکستان برگزیده می‌شود، نهاد قانونگذاری ناحیهٔ فیض‌آباد، مجلس نمایندگان خلق می‌باشد که توسط رأی‌دهندگان این ناحیه برای ۵ سال انتخاب می‌شوند.

## پیشینه
سرزمین ناحیه فیض‌آباد از کهن‌ترین زمانه‌ها تا نیمه دوم سده ۱۵ «وَشگِرد» نام داشته‌است. این نام در اوستا به گونه وسکرد یاد شده‌است.
ناحیه فیض‌آباد ۱۴ ژوئن سال ۱۹۳۱ با تصویب کمیته اجرائیه مرکزی جمهوری سوسیالیستی تاجیکستان شوروی تأسیس یافته‌است. بر اساس این قرار جماعت‌های گُم‌بولاغ، خوجه‌مَرد، دوبیده، دِهِ شاه، شالِپَیَه، نارَک، چَکَلی، میهراجی و بخشی از ده‌های جماعت یکه‌بید از ناحیه ینگه‌بازار جدا شده و ناحیه نو فیض‌آباد را تشکیل دادند. مرکز ناحیه فیض‌آباد روستای دَرَگیان مقرر شد.
در ماه ژانویه سال ۱۹۶۳ ناحیه فیض‌آباد دوباره با ناحیه آرژانیکدزه‌آباد همراه شد. ماه ژانویه سال ۱۹۶۹ به عنوان ناحیه مستقل تشکیل یافته و تا امروز وجود دارد. مرکز آن در محل روستای سابق درگیان مقرر گردید و آن را فیض‌آباد نامیدند.
با قرار مجلس ملی عالی جمهوری تاجیکستان از ۲۹ مه سال ۲۰۰۰ ده فیض‌آباد شهرک اعلام شد.

## تقسیمات
جماعت‌های این ناحیه بشرح زیر است:
| بخش‌های ناحیهٔ فیض‌آباد |       |
| جماعت (بخش)          | جمعیت |
| بوستان               | ۶۲۳۳  |
| گُم‌بلاغ               | ۸۲۳۲  |
| جوانان               | ۱۷۶۷۴ |
| قلعهٔ دشت             | ۱۰۸۶۶ |
| مسکین‌آباد            | ۱۲۷۱۱ |
| وشگرد                | ۳۵۷۵  |
| فیض‌آباد              | ۸۸۱۹  |
| چشمه‌سار              |       |
| شهرک فیض‌آباد         |       |